# Khānevāneh
Khānevāneh (persiska: خانوانه, Khāneh Vāneh) är en ort i Iran.   Den ligger i provinsen Gilan, i den nordvästra delen av landet, 260 km nordväst om huvudstaden Teheran. Khānevāneh ligger 102 meter över havet och antalet invånare är 575.
Terrängen runt Khānevāneh är varierad.Runt Khānevāneh är det ganska tätbefolkat, med 124 invånare per kvadratkilometer. Närmaste större samhälle är Fūman, 10,1 km öster om Khānevāneh. I omgivningarna runt Khānevāneh växer i huvudsak blandskog.